# Mirror Mirror (Dollar)
"Mirror Mirror" (ook getiteld "Mirror Mirror (Mon Amour)") is een nummer van het Britse pop duo Dollar, uitgebracht in 1981 als tweede single van hun derde album, The Dollar Album. Het nummer werd mede geschreven door Trevor Horn en Bruce Woolley, en geproduceerd door Horn.
Het nummer was de opvolger van "Hand Held in Black and White", dat de carrière van het duo in de zomer van 1981 nieuw leven inblies en hun eerste top 20-hit in anderhalf jaar werd. "Mirror Mirror" stond tijdens de kerstperiode van 1981 in de hitlijsten en was de grootste hit uit Dollars carrière. Het bereikte nummer 4 in het Verenigd Koninkrijk en stond in totaal 17 weken in de hitlijsten. Het bereikte ook nummer 5 in Ierland.
Bij het nummer werd een promotievideo gemaakt, met leden David Van Day en Thereza Bazar als tot leven komende houten poppen. De B-kant van de single was een nummer, geschreven door het duo, genaamd "Radio". Het was het openingsnummer van hun tweede album, The Paris Collection.